# او هرگز نخواهد فهمید
او هرگز نخواهد فهمید (انگلیسی: She Would Never Know; کره‌ای: 선배, 그 립스틱 바르지 마요) یک مجموعه تلویزیونی محصول کره جنوبی در سال ۲۰۲۱ با بازی وون جین آه، رو وون، لی هیون ووک و لی جو بین است. این مجموعه از ۱۸ ژانویه تا ۹ مارس ۲۰۲۱، روزهای دوشنبه و سه‌شنبه ساعت ۲۱:۰۰ (کی‌اس‌تی) از تی‌وی‌ان برای ۱۶ قسمت پخش شد.